# Клён трёхраздельный
Клён трёхраздельный, или клён Бургера (лат. Acer buergerianum), (кит. 三角枫, san jiao feng) — вид деревьев рода Клён (Acer) семейства Сапиндовые (Sapindaceae). Естественно произрастает в восточном Китае (от Шаньдун на запад до юго-восточного Ганьсу, на юг до Гуандун и на юго-западе до Сычуань) и на Тайване.

## Ботаническое описание
Это листопадное дерево достигает в высоту 5—20 м при диаметре ствола до 50 см. Листья противостоящие, 2,5—8 см длиной (без 2—5 см черешка) и 3,5—6,5 см шириной, жёсткие, тёмно-зелёные блестящие сверху и более бледные снизу, обычно с тремя лопастями; у старых деревьев листья вытянутые и с ровными краями, у молодых — более широкие и края пильчатые. Цветы появляются весной, жёлто-зелёные, в висячей метёлке; мелкие, с пятью зеленоватыми чашелистиками и пятью жёлто-зелёными лепестками около 2 мм длиной, с восемью тычинками. Плод — двойная крылатка с двумя семенами, каждое семечко 4—7 мм в диаметре, с 15 мм крылом; крылья вытянутые и часто перекрывают друг друга.

### Разновидности трёхраздельный
Виду свойственна изменчивость, описаны следующие подвиды:
- Acer buergerianum subsp. buergerianum Хубэй, Хунань, Цзянсу, Цзянси, Шаньдун, Чжэцзян.
- Acer buergerianum subsp. formosanum (Hayata ex Koidz.) A.E.Murray & Lauener Сасаки. Тайвань (эндемик).
- Acer buergerianum subsp. ningpoense (Hance) A.E.Murray
- Acer buergerianum var. jiujiangense Z.X.Yu Цзянси.

Листья молодых деревья не имеют лопастей; они были сначала описаны как подвид Acer trifidum Hook. & Arn. var. integrifolium Makino, но в настоящее время не выделяются из вида. Иногда безлопастные листья появляются на большинстве деревьев наряду с нормальными трёхлопастными листьями.

## Культивирование
Широко используется в районах с умеренным климатом как декоративное растение. Очень давно интродуцирован в Японии, где его название переводится как «китайский клён». В Европе и Северной Америке интродуцирован намного позже, в 1896 году, и теперь иногда выращивается в парках и больших садах. Взрослые экземпляры можно найти в арборетуме Уэстонбёрт в Англии, ацеретуме Эсвельд в Боскооп, Нидерланды, арборетуме Арнолд в Бостоне и во многих других местах. В парке Ботанического сада Петра Великого БИН РАН обмерзает, но сохраняет форму дерева.

### Бонсай
Клён трёхраздельный это популярный выбор для создания бонсай и прекрасно реагирует на использование техник уменьшения листьев и обрезки.

### Сорта
Выведено много интересных сортов, большинство которых носит японские названия. Примечательны 'Госики Каэдэ' ('Goshiki Kaede') (яркое сочетание розового и зелёного), 'Кифу Нисики' ('Kifu Nishiki') (скруглённые, почти безлопастные листья), 'Мино Яцубуса' ('Mino Yatsubusa') (карлик с длинными узкими листьями), 'Мицубато Каэдэ' ('Mitsubato Kaede') (отличается покрытым пробкой стволом) и 'Наруто' ('Naruto') (сильно изрезанная поверхность листа).